# Mikrofonleitung

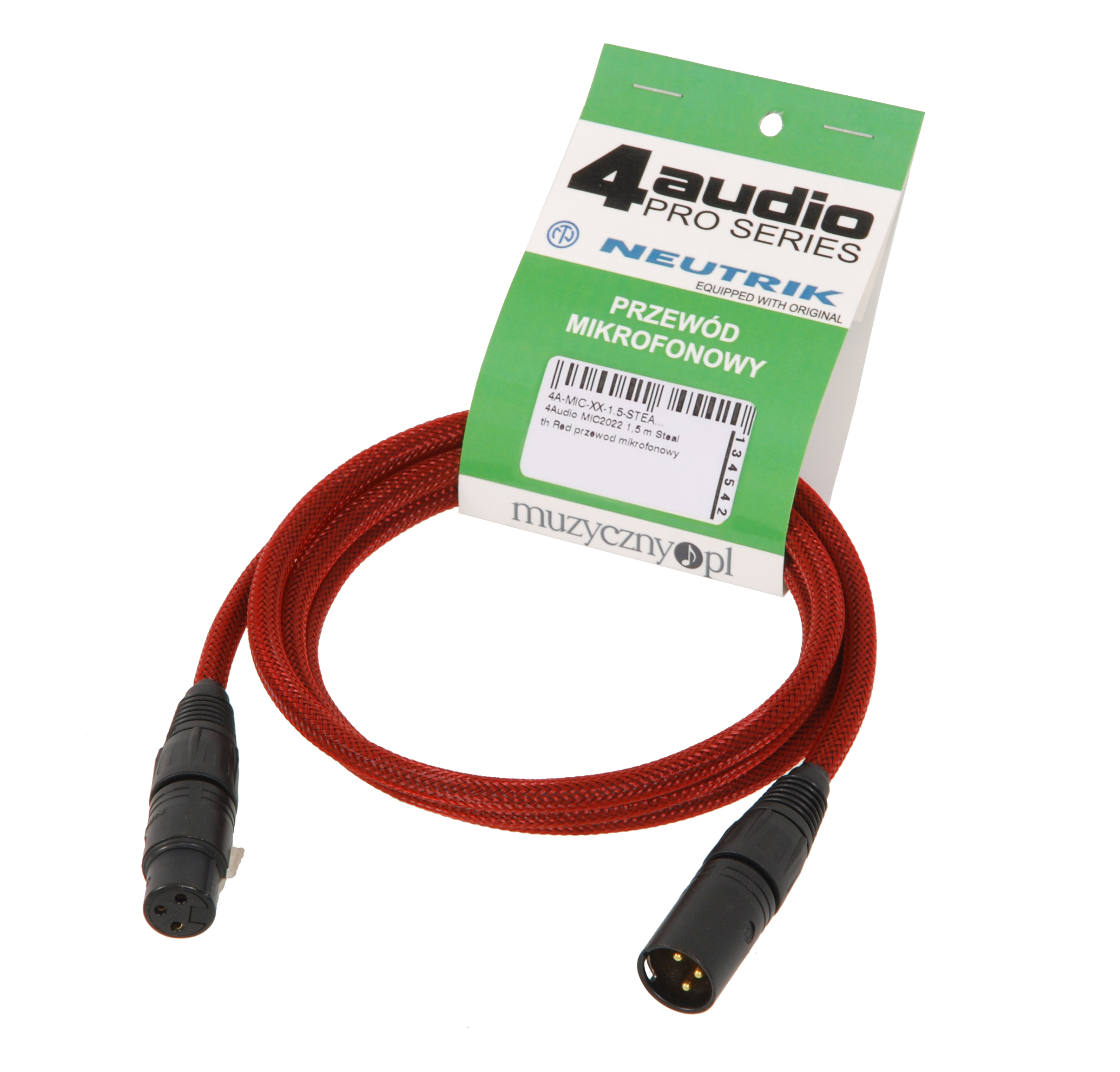
Einsatzfertige Mikrofonleitung mit schwarzen XLR-Steckern

Eine Mikrofonleitung, umgangssprachlich auch Mikrofonkabel oder kurz Mikrokabel, ist eine spezielle elektrische Leitung, die das elektrische Ausgangssignal eines Mikrofons zur Weiterverarbeitung an eine tontechnische Anlage transportiert.

## Aufbau

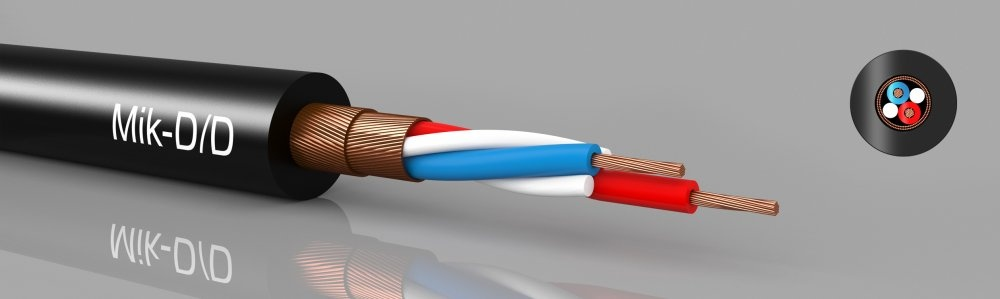
Aufbau eines Mikrofonkabels aus zwei verdrillten Tonadern (rot und blau), einer Abschirmung (hier eine doppelte Kupferdrahtwendel) und Mantel (schwarz). Die weißen Fülllitzen ergänzen die Tonadern zu einem runden Querschnitt und vermindern die Reibung beim Biegen.

In der professionellen Audio-Technik werden aus Gründen der Signalqualität und der Betriebssicherheit ausschließlich symmetrische Mikrofonleitungen benutzt. Sie bestehen aus einem verseilten Paar isolierter Kupferadern, das von einer elektrisch leitenden Abschirmung umgeben ist. Auf der Abschirmung sitzt die Ummantelung, die Umwelteinflüsse (Schmutz, Wasser, mechanische Belastung) vom Inneren fernhält.
Die Kupferadern sind in der Regel als Litze ausgeführt, typische Leiterquerschnitte liegen zwischen 0,14 und 0,34 mm2. Als Abschirmung werden Drahtwendel, Drahtgeflecht, Metallfolie, leitfähiges Vlies oder Kombinationen davon eingesetzt.
Als Steckverbinder wird in der professionellen Technik fast ausschließlich XLR verwendet, in der Installationstechnik an Geräten auch dreipolige Schraubsteckverbinder wie der Euroblock. In Studio-Umgebungen gibt es platzsparende Spezialverbinder, zum Beispiel LEMO 3T.

### Elektrische Funktion
Die von Mikrofonen abgegebenen Signalspannungen sind sehr klein; bei üblichen Schallereignissen (z. B. menschliche Sprache) liegen sie im Bereich weniger Millivolt. Der Mikrofonleitung kommt die Aufgabe zu, dieses schwache und damit störanfällige Signal bei hohem Störabstand und geringen Verzerrungen über meist zweistellige Meterdistanzen zu transportieren.
Technisch wird dabei das Prinzip der symmetrischen Signalübertragung genutzt, um Störeinflüsse zu minimieren. Zusätzlich hält die Abschirmung als Faradayscher Käfig das Adernpaar frei von äußeren elektrischen Feldern.
Da die übertragenen Leistungen nur sehr gering sind, fällt der ohmsche Widerstand und damit der Leiterquerschnitt einer Mikrofonleitung praktisch gar nicht ins Gewicht. Kleine Querschnitte können vielmehr von Vorteil sein, da sie eine geringere Betriebskapazität und damit eine geringere Dämpfung hoher Frequenzen aufweisen. Die Kapazität der Signaladern zueinander liegt typischerweise um 60…80 pF pro Meter Leitungslänge.
Mikrofone mit eingebauten elektronischen Komponenten werden über die Mikrofonleitung per Phantomspeisung mit Speisespannung versorgt.

### Mechanische Anforderungen

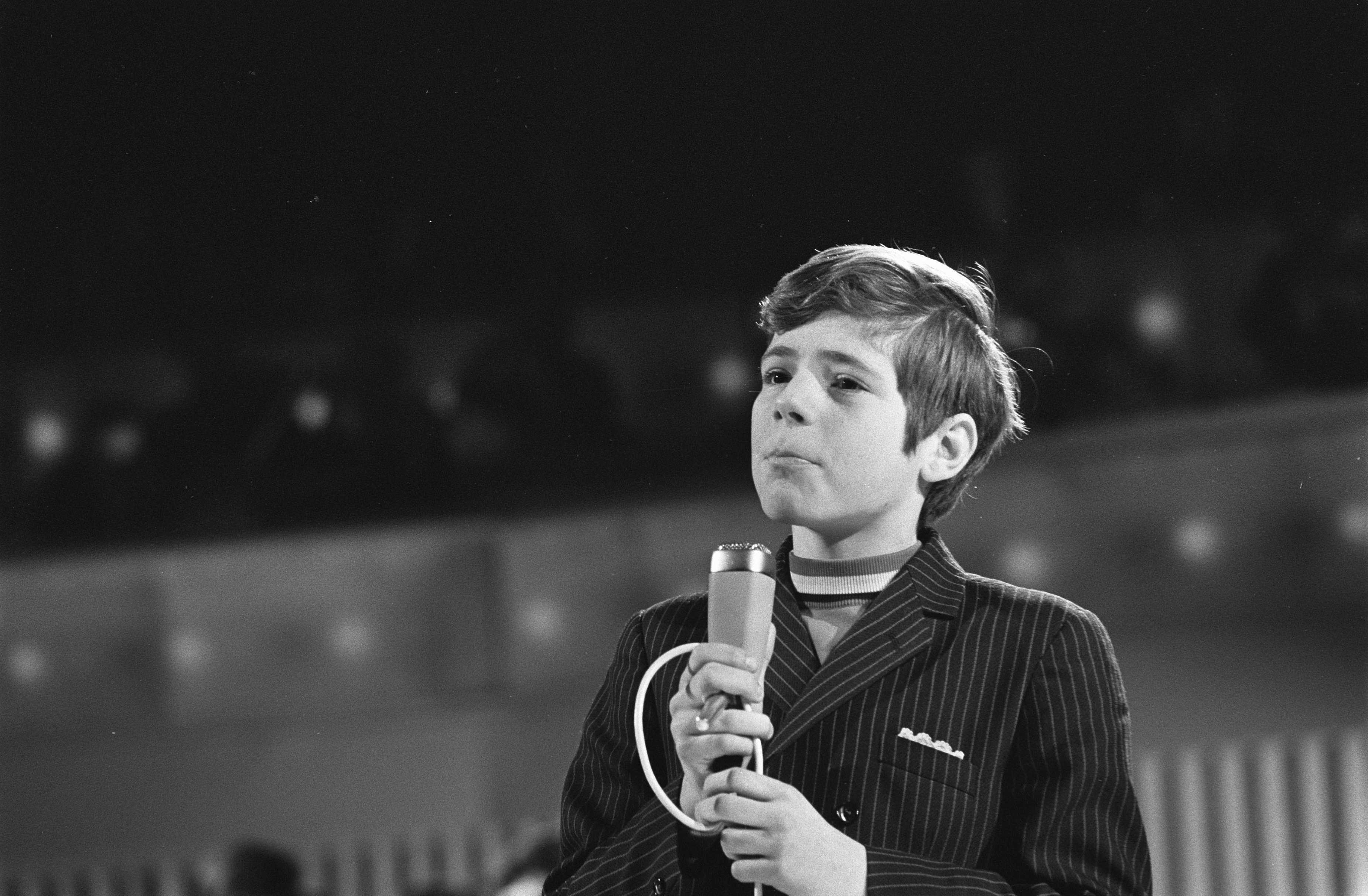
Heintje mit Sennheiser MD 21-Mikrofon und Kabel, das mit manueller Zugentlastung vor Nebengeräuschen abgeschirmt wird (1970)

Mikrofonleitungen in PA-Anlagen liegen häufig im Bühnen-/Podiumsbereich oder in Bereichen mit Publikumsverkehr frei auf dem Boden. Die erforderliche Trittfestigkeit wird über einen dicken Mantel erreicht, der die Hälfte des gesamten Leitungsdurchmessers ausmachen kann. Um auch bei häufigem Auf- und Abbau ihre guten elektrischen Eigenschaften nicht einzubüßen, müssen Mikrofonleitungen sehr flexibel aufgebaut sein; der Einsatz im Freien kann sie darüber hinaus extremen Temperaturen aussetzen.
Mikrofonleitungen mit dünnerem Mantel, die nicht trittfest sind und nur der Verbindung beieinander stehender Geräte dienen, heißen Patchkabel.

### Unsymmetrische Mikrofonleitung
Eine unsymmetrische Mikrofonleitung weist nur eine einzige Signalader innerhalb einer Abschirmung auf. Vorteil sind der Preis und der etwas geringere Durchmesser, dem aber eine verringerte Störfestigkeit entgegensteht. Daher wird diese Technik nur bei kurzen Leitungslängen eingesetzt, etwa bei Headsets oder Freisprechanlagen für Mobiltelefone.
Eine symmetrisch aufgebaute Leitung kann auch unsymmetrisch beschaltet und genutzt werden. Dazu werden entweder ihre zwei Tonadern parallel geschaltet, oder es wird nur eine davon verwendet und die andere unbeschaltet gelassen.

## Spezielle Leitungstypen
Besonders hochwertige Mikrofonleitungen haben zwei Adernpaare in Sternvierer-Verseilung. An den Enden werden jeweils gegenüberliegende Adern des Vierers zu einer Gesamtader verbunden. Diese Bauweise weist gegenüber einem einfachen Adernpaar eine geringere Betriebskapazität auf.
Ein Multicore fasst zahlreiche (typischerweise bis zu 48) einzelne symmetrische Mikrofonleitungen in einer gemeinsamen Ummantelung zusammen.